# 博利紹耶湖 (奧斯特羅夫區)
57°28′49″N 28°40′19″E / 57.48028°N 28.67194°E
博利紹耶湖（俄语：Большое），是俄羅斯的湖泊，位於該國西北部，由普斯科夫州負責管轄，處於奧斯特羅夫區，面積1.1平方公里，集水區面積26.2平方公里，平均水深2.5米，最大水深4米。